# Emmett Matthew Hall
Emmett Matthew Hall, né le 29 novembre 1898 à Saint-Colomban au Québec et décédé le 12 novembre 1995 à Saskatoon en Saskatchewan, était un avocat et un juge canadien. Il a été juge puîné de la Cour suprême du Canada et juge en chef de la Cour du Banc de la Reine pour la Saskatchewan. Il est membre de l'ordre du Canada. Il est considéré comme étant l'un des pères du système de l'assurance-maladie canadien avec Tommy Douglas.

## Biographie
Emmett Matthew Hall est né le 29 novembre 1898 à Saint-Colomban au Québec. Sa famille est de descendance irlandaise. En 1910, celle-ci déménagea à Saskatoon en Saskatchewan. Emmett a étudié le droit à l'Université de la Saskatchewan d'où il a été diplômé avec un baccalauréat en droit en 1919. Pendant ses études, il enseignait le français dans des écoles locales.
En 1922, il est entré au barreau et pratiqua le droit en pratique privée pendant 35 ans. Il a servi d'avocat devant la Cour suprême du Canada pour la première fois dans la cause Glenn et Babb c. Schofield en 1928. En tout, il a représenté six causes devant la Cour suprême du Canada et a en perdu une seule. En 1935, il a été nommé conseiller du roi.
En 1948, il se présenta aux élections provinciales saskatchewanaises avec le Parti progressiste-conservateur dans la circonscription de Hanley, mais il fut défait. En 1952, il a été nommé président de la Law Society of Saskatchewan (en). De plus, il a enseigné le droit à l'Université de la Saskatchewan.
En 1957, il a été nommé juge en chef de la Cour du Banc de la Reine pour la Saskatchewan. En 1961, il a été élevé à la Cour d'appel de la Saskatchewan lorsqu'il est devenu juge en chef de la Saskatchewan. L'année suivante, il a été nommé juge puîné de la Cour suprême du Canada où il servit jusqu'à sa retraite en 1973. De 1971 à 1977, il a été le chancelier de l'Université de Guelph et, de 1979 à 1986, celui de l'Université de la Saskatchewan. Il décéda le 12 novembre 1995 à Saskatoon.